# کهربایی‌ها
کهربایی‌ها (نام علمی: Electron) نام یک سرده از تیره دم‌دراز است.

## گونه‌ها
- دم‌دراز نوک‌تیرکی, Electron carinatum
- دم‌دراز نوک‌پهن, Electron platyrhynchum